# Nerba
Nerba est une localité du Cameroun située dans l'arrondissement de Bogo, le département du Diamaré et la région de l’Extrême-Nord. Elle fait partie du lawanat de Bogo-Nord.

## Population
En 1975, la localité comptait 135 habitants, des Peuls.
Lors du recensement de 2005, on y a dénombré 245 personnes, dont 111 hommes et 134 femmes.